# TCF Bank Stadium
TCF Bank Stadium é um estádio de futebol americano do Minnesota Golden Gophers, o time da Universidade de Minnesota, em Minneapolis, Minnesota. Abriga também o Minnesota United time da MLS enquanto o seu estádio Allianz Field está sendo construído. Também abrigou o Minnesota Vikings da National Football League nas temporadas 2014 e 2015 até a inauguração do seu novo estádio o U.S. Bank Stadium . 
Devido ao colapso do teto do Hubert H. Humphrey Metrodome em 2010, o Vikings já havia usado o estádio contra o Chicago Bears no Monday Night Football neste estádio em 20 de dezembro pela temporada de 2010. Foi o primeiro jogo em casa dos Vikings em um estádio sem teto em 29 anos quando o Metropolitan Stadium fechou.  O punter do Vikings, Chris Kluwe, expressou suas preocupações via twitter de que o estádio não estaria em condições para receber um jogo da NFL, e disse que o estado do campo poderia até causar contusões. O jogo terminou com a vitória dos Bears sobre Minnesota por 40 a 14.